# سارجه کر
سارجه کر، روستایی است از توابع بخش مرکزی شهرستان گنبد کاووس در استان گلستان ایران.
سارجا یا ساریجا برگرفته از واژه ساری (زرد) و پسوند تصغیر ـجا/ جه در زبان ترکمنی به معنای زرد و طلایی می‌باشد.

## جمعیت
این روستا در دهستان فجر قرار داشته و براساس سرشماری سال ۱۳۸۵جمعیت آن ۲٬۷۴۸نفر (۵۷۳ خانوار) بوده‌است.